# Tat'jana Jumaševa
Tat'jana Borisovna Jumaševa, in precedenza D'jačenko e nata El'cina (in russo Татьяна Борисовна Юмашева; Дьяченко; Ельцина?; Sverdlovsk, 17 gennaio 1960), è una politica e imprenditrice russa, la figlia più giovane dell'ex Presidente russo Boris Nikolaevič El'cin. Personaggio pubblico, è stata impiegata dell'amministrazione presidenziale della Russia dal 1996 al 2000 e consigliere (ne curava l'immagine) di suo padre, El'cin, all'epoca presidente della Russia. È responsabile della Fondazione del Primo Presidente della Russia, dal 2015 è membro del Consiglio di fondazione del Centro El'cin e ha un'attività immobiliare.
Dal 2009 è anche cittadina austriaca.

## Biografia
È la figlia di Boris El'cin, il primo presidente della Federazione Russa, e di Naina El'cina.
Nel 1978 si è diplomata alla Gimnazija n. 9 di Sverdlovsk con una specializzazione in fisica e matematica, la stessa di sua sorella Elena. Nel 1983 si è laureata presso la facoltà di matematica computazionale e cibernetica dell'Università Statale Lomonosov di Mosca.
Dal novembre 1983 al 1994 ha lavorato presso l'ufficio di progettazione Saljut, dove si è occupata di calcoli orbitali per veicoli spaziali. Allo stesso tempo, si è specializzata all'istituto d'aviazione moscovita, dove ha studiato balistica.

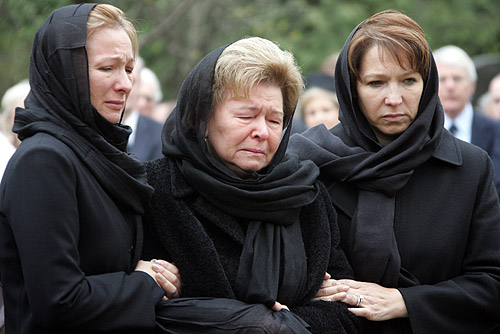
Tat'jana Jumaševa (a destra) il 25 aprile 2007 al funerale di Boris El'cin

Nel 1994-1995 ha lavorato nella filiale di Mosca della banca Zarija Urala.
Nel 1996, dopo l'inizio della campagna elettorale di El'cin, è entrata in politica, diventando membro del quartier generale della campagna di suo padre su invito di Anatolij Čubajs. Quindi, con la sua partecipazione, il capo del servizio di sicurezza del presidente della Federazione Russa Aleksandr Koržakov, il vice primo ministro Oleg Soskovec e il capo dell'FSB Michail Barsukov hanno perso i loro incarichi .
Nel 1997 convinse Boris Nemcov per quattro ore ad accettare di diventare vice primo ministro. Il 28 giugno 1997 è stata nominata Consigliere del Presidente della Federazione Russa. Il 3 gennaio 2000 è stata sollevata dal suo incarico.
Dal 1998 al 2001 è stata nel consiglio di amministrazione del canale televisivo ORT, lasciandolo pochi mesi dopo che Berezovskij aveva venduto allo Stato le sue quote della società.
L'ex procuratore generale della Federazione Russa Jurij Skuratov, nel suo libro "Contratti del Cremlino: l'ultimo caso del procuratore generale", ha affermato che Tat'jana Jumaševa era nell'elenco delle persone presumibilmente coinvolte nell'insider trading nel mercato delle obbligazioni governative a breve termine, che si è conclusa con un default.
Nel 1999-2001 è stata consigliere del capo dell'amministrazione presidenziale russa Aleksandr Vološin.
Il 26 novembre 2009, Tat'jana, suo marito e sua figlia hanno ottenuto la cittadinanza austriaca in modo speciale, grazie ai collegamenti con i vertici dell'azienda canadese-austriaca Magna. Secondo il ministero dell'economia austriaco, Valentin Jumašev era il gestore di Magna in Russia, e ricevette la cittadinanza austriaca su richiesta del governo dello stato federale del Burgenland.
Dal 3 dicembre 2009 al 14 marzo 2012 ha scritto su LiveJournal. L'inizio della presidenza di Dmitrij Medvedev sembrò una liberalizzazione per la famiglia El'cin, e Tat'jana Jumaševa rilasciò la sua prima intervista da anni. Ha affermato che molte delle azioni di Vladimir Putin come presidente hanno imbarazzato e infastidito Boris El'cin.
Il 23 dicembre 2009, ha pubblicato un testo sul motivo per cui suo padre ha scelto Putin come suo successore: "I 'liberali' Čubajs, Nemcov e Černomyrdin non avevano alcuna possibilità di essere eletti, e Lužkov e Primakov erano pericolosi, poiché rappresentavano la generazione precedente dei politici - potrebbero riprendersi l'Unione Sovietica". I testi del blog sono stati scritti principalmente in opposizione all'immagine prevalente dei "focosi anni Novanta".
Nel 2010, insieme al marito Valenti, è stata invitata dal presidente Dmitrij Medvedev a reclutare persone nel partito Just Cause al fine di creare una grande struttura politica che potesse unire la classe media e sostenere il nuovo corso liberale. Secondo i resoconti dei media, gli Jumašev erano gli ideologi dell'arrivo di Michail Prochorov in politica e, in particolare, in Pravoe delo (Правое дело).
Nella lista delle "100 donne più influenti in Russia per il 2011", compilata sulla base di uno studio condotto da RIA Novosti, stazione radio Echo Moskvy, agenzia Interfax e rivista Ogonëk, si è classificata al 17º posto.
Durante le elezioni presidenziali del 2012, ha dichiarato sul suo blog di ammirare Irina Prochorova e ha consigliato di assistere al dibattito tra lei, confidente del candidato Michail Prochorov, e Nikita Michalkov, confidente del candidato Vladimir Putin. Dieci giorni dopo le elezioni presidenziali, è stato pubblicato l'ultimo post sul blog.

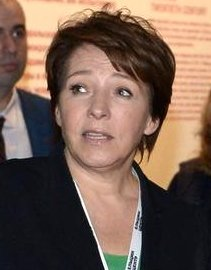
Tat'jana Jumaševa al Centro El'cin nel novembre 2015

Dal 2015 è membro del Consiglio di fondazione del Centro El'cin. Nel novembre 2015, in un'intervista a RBC, Tat'jana Jumaševa ha affermato di aver cercato di convincere coloro che prendono decisioni politiche che è necessario avere un partito di destra: “Il 10-15% delle persone, i cittadini ambiziosi e più attivi, quelli che hanno votato SPS nel 1999, devono necessariamente essere rappresentati nella nostra Duma”.
Il 12 settembre 2016 è stato lanciato il progetto di Michail Chodorkovskij "Invece di Putin", il cui scopo era selezionare un candidato alternativo alla presidenza della Russia; l'elenco del progetto (al momento del suo lancio) comprendeva 14 candidati, compreso Jumaševa. Le persone nell'elenco non sapevano di essere diventate partecipanti al progetto. Successivamente, il servizio stampa del Centro presidenziale El'cin ha riferito che i piani di Tat'jana Jumaševa non includono la partecipazione alle elezioni presidenziali del 2018.
17 gennaio 2020 il presidente della Russia Vladimir Putin, congratulandosi con Tat'jana Jumaševa per il suo compleanno, le ha offerto un mazzo di fiori e un servizio da tè imperiale.
Nel settembre 2020, Jumaševa ha firmato una lettera a sostegno delle proteste in Bielorussia.
Il 25 febbraio 2022, Jumaševa ha criticato l'invasione russa dell'Ucraina.